# Nemochovice
Nemochovice (en allemand : Nemochowitz) est une commune du district de Vyškov, dans la région de Moravie-du-Sud, en République tchèque. Sa population s'élevait à 289 habitants en 2020.

## Géographie
Nemochovice se trouve à 15 km au sud-est de Vyškov, à 39 km à l'est de Brno et à 219 km au sud-est de Prague, la capitale tchèque.
La commune est limitée par Švábenice au nord, par Nítkovice et Kunkovice à l'est, par Brankovice au sud, et par Dobročkovice et Chvalkovice à l'ouest.

## Histoire
La première mention écrite de la localité remonte à 1353.